# Wijken en buurten in Moerdijk
De Nederlandse gemeente Moerdijk is voor statistische doeleinden onderverdeeld in wijken en buurten. De gemeente is verdeeld in de volgende statistische wijken:
- Wijk 00 Zevenbergen (CBS-wijkcode:170900)
- Wijk 01 Zevenbergschen Hoek (CBS-wijkcode:170901)
- Wijk 02 Langeweg (CBS-wijkcode:170902)
- Wijk 03 Klundert (CBS-wijkcode:170903)
- Wijk 04 Moerdijk (CBS-wijkcode:170904)
- Wijk 05 Noordhoek (CBS-wijkcode:170905)
- Wijk 06 Standdaarbuiten (CBS-wijkcode:170906)
- Wijk 07 Fijnaart (CBS-wijkcode:170907)
- Wijk 08 Heijningen (CBS-wijkcode:170908)
- Wijk 09 Willemstad (CBS-wijkcode:170909)
- Wijk 10 Helwijk (CBS-wijkcode:170910)

Een statistische wijk kan bestaan uit meerdere buurten. Onderstaande tabel geeft de buurtindeling met kentallen volgens het Centraal Bureau voor de Statistiek (2008):
| CBS-buurtcode | Buurtnaam                                    | Inwonertal | Opp. totaal (ha) | Opp. land (ha) | Ligging                |
| ------------- | -------------------------------------------- | ---------- | ---------------- | -------------- | ---------------------- |
| BU17090000    | Centrum                                      | 3040       | 61               | 61             | Locatie in de gemeente |
| BU17090001    | Torenveld                                    | 2930       | 57               | 57             | Locatie in de gemeente |
| BU17090002    | Krooswijk                                    | 4160       | 84               | 84             | Locatie in de gemeente |
| BU17090003    | Bosselaar                                    | 330        | 62               | 61             | Locatie in de gemeente |
| BU17090004    | Lindonk                                      | 2810       | 82               | 81             | Locatie in de gemeente |
| BU17090005    | Schansdijk en omgeving                       | 60         | 49               | 45             | Locatie in de gemeente |
| BU17090006    | Zwanengat en omgeving                        | 510        | 75               | 73             | Locatie in de gemeente |
| BU17090008    | Verspreide huizen ten westen van Zevenbergen | 300        | 1022             | 1003           | Locatie in de gemeente |
| BU17090009    | Verspreide huizen ten oosten van Zevenbergen | 60         | 494              | 487            | Locatie in de gemeente |
| BU17090100    | Zevenbergschen Hoek                          | 1270       | 126              | 126            | Locatie in de gemeente |
| BU17090109    | Verspreide huizen Zevenbergschen Hoek        | 350        | 1088             | 1088           | Locatie in de gemeente |
| BU17090200    | Langeweg                                     | 640        | 44               | 44             | Locatie in de gemeente |
| BU17090209    | Verspreide huizen Langeweg                   | 240        | 956              | 938            | Locatie in de gemeente |
| BU17090300    | Klundert                                     | 5340       | 244              | 235            | Locatie in de gemeente |
| BU17090301    | Noordschans                                  | 190        | 80               | 78             | Locatie in de gemeente |
| BU17090302    | Tonnekreek                                   | 60         | 22               | 21             | Locatie in de gemeente |
| BU17090303    | Industrieterrein Moerdijk                    | 10         | 1986             | 1855           | Locatie in de gemeente |
| BU17090309    | Verspreide huizen Klundert                   | 200        | 1182             | 1175           | Locatie in de gemeente |
| BU17090400    | Moerdijk                                     | 1060       | 50               | 50             | Locatie in de gemeente |
| BU17090401    | Roodevaart                                   | 10         | 45               | 39             | Locatie in de gemeente |
| BU17090409    | Verspreide huizen Moerdijk                   | 90         | 1152             | 1140           | Locatie in de gemeente |
| BU17090500    | Noordhoek                                    | 1010       | 91               | 91             | Locatie in de gemeente |
| BU17090509    | Verspreide huizen Noordhoek                  | 50         | 316              | 316            | Locatie in de gemeente |
| BU17090600    | Standdaarbuiten                              | 1920       | 108              | 105            | Locatie in de gemeente |
| BU17090601    | Kreek                                        | 200        | 53               | 53             | Locatie in de gemeente |
| BU17090609    | Verspreide huizen Standdaarbuiten            | 100        | 820              | 802            | Locatie in de gemeente |
| BU17090700    | Fijnaart                                     | 4530       | 201              | 201            | Locatie in de gemeente |
| BU17090701    | Oudemolen                                    | 210        | 104              | 104            | Locatie in de gemeente |
| BU17090702    | Nieuwemolen met Driehoek                     | 150        | 104              | 104            | Locatie in de gemeente |
| BU17090703    | Zwingelspaan                                 | 130        | 54               | 54             | Locatie in de gemeente |
| BU17090709    | Verspreide huizen Fijnaart                   | 410        | 1905             | 1878           | Locatie in de gemeente |
| BU17090800    | Heijningen                                   | 540        | 113              | 113            | Locatie in de gemeente |
| BU17090809    | Verspreide huizen Heijningen                 | 420        | 1636             | 1590           | Locatie in de gemeente |
| BU17090900    | Willemstad                                   | 850        | 67               | 54             | Locatie in de gemeente |
| BU17090901    | Noordlangeweg                                | 820        | 31               | 31             | Locatie in de gemeente |
| BU17090902    | Kloosterblokje                               | 580        | 15               | 15             | Locatie in de gemeente |
| BU17090909    | Verspreide huizen Willemstad                 | 210        | 1565             | 1544           | Locatie in de gemeente |
| BU17091000    | Helwijk                                      | 640        | 13               | 13             | Locatie in de gemeente |
| BU17091009    | Verspreide huizen Helwijk                    | 280        | 102              | 102            | Locatie in de gemeente |